# Witold Leitgeber
Witold Stanisław Leitgeber (ur. 12 listopada 1870 w Poznaniu, zm. 6 lipca 1903 w Ostrowie) – polski wydawca, księgarz, pisarz, członek korespondent Towarzystwa Muzeum Narodowego Polskiego w Rapperswilu od 1898 roku.
Syn Mieczysława Antoniego Leitgebera, bratanek Jarosława Saturnina Leitgebera.

## Życiorys
Uczył się w Gimnazjum św. Marii Magdaleny w Poznaniu i w Królewskim Gimnazjum w Ostrowie. Działał w środowiskach polskich w Niemczech i Szwajcarii. W 1897 wrócił do Ostrowa, kupił księgarnię, drukarnię oraz wychodzący od roku tytuł Gazeta Ostrowska. Za publikację o Rapperswilu został 1900 r. aresztowany i po procesie w Lipsku osadzony w twierdzy. Pochowany został na Starym Cmentarzu w Ostrowie.